# Lista över herrfotbollsklubbar i Sverige
Detta är en lista över herrfotbollsklubbar i Sverige. Listan innehåller klubbarna i förbundsserierna och listar klubbarna från Allsvenskan (nivå 1) ner till division 3 (nivå 5).

## Allsvenskan 2024
- AIK
- BK Häcken
- Djurgårdens IF
- Gais
- Halmstads BK
- Hammarby IF
- IF Brommapojkarna
- IF Elfsborg
- IFK Göteborg
- IFK Norrköping
- IFK Värnamo
- IK Sirius
- Kalmar FF
- Malmö FF
- Mjällby AIF
- Västerås SK

## Superettan 2024
- Degerfors IF
- Gefle IF
- GIF Sundsvall
- Helsingborgs IF
- IK Brage
- IK Oddevold
- Landskrona BoIS
- Sandvikens IF
- Skövde AIK
- Trelleborgs FF
- Utsiktens BK
- Varbergs BoIS
- Örebro SK
- Örgryte IS
- Östers IF
- Östersunds FK

## Ettan 2024
| - AFC Eskilstuna - Assyriska FF - FBK Karlstad - Friska Viljor - Hammarby TFF - IF Karlstad - IFK Stocksund - Karlbergs BK - Nordic United - Piteå IF - Sollentuna FK - Stockholm Internazionale - Täby FK - Umeå FC - Vasalunds IF - Örebro Syrianska | - Ariana FC - BK Olympic - Eskilsminne IF - Falkenbergs FF - FC Rosengård - FC Trollhättan - Jönköpings Södra - Ljungskile SK - Lunds BK - Norrby IF - Onsala BK - Oskarshamns AIK - Torns IF - Torslanda IK - Tvååkers IF - Ängelholms FF |

## Division 2 2024
| - Bergnäsets AIK - Bodens BK - Frösö IF - Gottne IF - IFK Luleå - IFK Östersund - Kiruna FF - Lucksta IF - Skellefteå FF - Team TG - Täfteå IK - Umeå FC Akademi - Ytterhogdals IK - Älgarna-Härnösand IF | - Dalkurd FF - Enköpings SK - Falu BS - FC Arlanda - FC Gute - FC Järfälla - Foc Farsta - Hudiksvalls FF - IK Franke - Kungsängens IF - Sandvikens AIK - Skiljebo SK - Viggbyholms IK - Österåker United |

| - Arameisk-Syrianska IF - BK Ljungsbro - Enskede IK - Huddinge IF - IF Sylvia - IFK Eskilstuna - IFK Haninge - IK Sleipner - Mjölby AI - Nacka FC - Nyköpings BIS - Smedby AIS - Syrianska FC - Åtvidabergs FF | - Ahlafors IF - BK Forward - Grebbestads IF - Herrestads AIF - IFK Kumla - IFK Skövde - IK Gauthiod - IK Kongahälla - Lidköpings FK - Motala AIF - Stenungsunds IF - Säffle SK - Vänersborgs FK - Vänersborgs IF |

| - Bergdalens IK - BK Astrio - Hittarps IK - Husqvarna FF - IK Tord - Jonsereds IF - Laholms FK - Landvetter IS - Lindome GIF - Qviding FIF - Sävedalens IF - Varbergs GIF - Västra Frölunda IF - Öckerö IF | - FBK Balkan - FK Karlskrona - Hässleholms IF - Högaborgs BK - IF Lödde - IFK Berga - IFK Hässleholm - IFK Karlshamn - IFK Simrishamn - IFK Trelleborg - Kristianstad FC - Nosaby IF - Räppe GoIF - Österlen FF |

## Division 3 2024
| - Boden City - IFK Kalix - IFK Luleå Akademi - Infjärdens SK - Lira BK - Luleå SK - Munksund Skithamn - Notvikens IK - Ohtana/Pajala FF - Rönnskär Railcare - Storfors AIK - Sunnanå SK | - Alnö IF - Anundsjö IF - Bergs IK - Björna IF - Dvärsätts BK - Fränsta IK - IFK Umeå - Kramfors-Alliansen - Kubikenborgs IF - Obbola IK - Ope IF - Selånger SK |

| - Avesta AIK - Bollnäs GIF - Fagersta Södra - Forsbacka IK - Forssa BK - Helges IF - IK Huge - Korsnäs IF - Kvarnsvedens IK - Söderhamns FF - Åbyggeby FK - Årsunda IF | - BKV Norrtälje - Bollstanäs SK - Gamla Upsala - IFK Lidingö - IFK Uppsala - IK Frej - Märsta IK - Procyon BK - Roslagsbro IF - Spånga IS - Sunnersta AIF - Åkersberga FC |

| - Adas United - Adolfsbergs IK - Eneby BK - IF Eker - IFK Nyköping - Karlslunds IF - Kungsör BK - Köping FF - Rynninge IK - Syrianska IF - Värmbols FC - Yxhults IK | - Boo FF - FC Brandbergen - Fittja IF - Hanvikens SK - IFK Aspudden-Tellus - IFK Visby - IK Viljan - Reymersholms IK - Rågsveds IF - Segeltorps IF - Vendelsö IK - Älta IF |

| - Forshaga IF - Grums IK - Götene IF - IF Karlstad Fotbollutveckling - IF Viken - IFK Mariestad - IFK Tidaholm - Skara FC - Strömstorps IK - Syrianska FK - Sörstafors-Kolbäck FK - Tidaholms GoIF | - Borens IK - Grebo IK - Hemgårdarnas BK - Hjulsbro IK - IF Haga - IK Vista - Jönköpings BK - Myresjö-Vetlanda FK - Nässjö FF - Waggeryds IK - Valdemarsviks IF - Vimmerby IF |

| - Alingsås IF - Assyriska BK - Dalstorps IF - Hestrafors IF - IF Väster - IK Zenith - KF Velebit - Lunden Överås - Mölnlycke IF - Skepplanda BTK - Tölö IF - Vårgårda IK | - Galtabäcks BK - Gislaveds IS - IF Böljan - IS Halmia - Kinna IF - Markaryds IF - Skene IF - Stafsinge IF - Vejby IF - Vinbergs IF - Åsa IF - Åstorps FF |

| - Alvesta GoIF - Asarums IF - Hovshaga AIF - Högsby IK - Kalmar City - Kristianopels GoIF - Lindsdals IF - Saxemara IF - Sillhövda AIK - Sölvesborgs GoIF - Växjö Norra - Älmhults IF | - Bosnien Hercegovina - Eslövs BK - FC Trelleborg - IFK Klagshamn - IFK Malmö - Lilla Torg - Limhamn Bunkeflo - Linero IF - Malmö IK - Tomelilla IF - Vanneberga IF - Veberöds AIF |